# Kirjat Šmona
Kirjat Šmona (hebrejski: קִרְיַת שְׁמוֹנָה‎‎, doslovno "Grad osmero") najsjeverniji je grad Izraela, u dolini Hula, tik uz granicu s Libanonom. Grad je dobio ime po osmorici ljudi koji su preminuli 1920. dok su branili naselje Tel Hai. Prema popisu stanovništva iz 2006., grad je imao 49 600 žitelja, od kojih su velika većina Židovi.

## Povijest
Kirjat Šmona osnovan je u svibnju 1949. na lokaciji bivšeg beduinskog sela Al-Khalisa, čiji su se stanovnici odselili nakon što je na tom području proglašena hebrejska država nakon izraelskog rata za nezavisnost.
Isprva, to je bilo tranzitno mjesto za židovske doseljenike koji su uglavnom radili na farmama. 1953. proglašen je "gradom u razvoju". Od 1975. Kirjat Šmona stekla je status grada. Zemlja u okolici i danas se obrađuje i kultivira kako bi se osigurala polja za sadnice. 
Zbog blizine libanonske granice, Kirjat Šmona je često bila metom napada. 11. travnja 1974. Popularna fronta za oslobađanje Palestine - Glavna zapovijed poslala je tri radikalna člana preko granice koji su ubili 18 osoba u jednoj stambenoj zgradi, prije nego što su poginuli u paljbi s vojskom. PLO je iz Libanona izbacivao kaćuše na grad u nekoliko navrata, poglavito 1981. i 1986., ali i 1996. Raketiranje je napokon prekinuto 2000. kada se IDF povukao iz Libanona.
Usljedilo je šest godina relativno mirnog razdoblja, sve dok nije izbio Izraelsko-libanonski rat 2006. kada je Hezbollah masovno granatirao Kirjat Šmonu, zbog čega je pola stanovništva privremeno raseljeno. Većina ljudi se vratila u svoje domove nakon uspostave mira.

## Zemljopis
Kirjat Šmona nalazi se na rubnom području Galileje, udaljena 5 km južno i 2 km istočno od izraelsko-libanonske granice. Nadmorska visina je 150 metara. Klima je mediteranska.

## Industrija
Gradska ekonomija zasniva se na laganoj industriji, kao što su komunikacije, informacijska tehnologija, elektronika, ali i na poljoprivredi i turizmu.

## Poznati stanovnici
- Dudi Sela

## Sestrinski gradovi
- Nancy, Francuska
- Memmingen, Njemačka
- Rišon LeCion, Izrael

## Ostali projekti
|  | Zajednički poslužitelj ima još gradiva o temi Kirjat Šmona |